# Helicina
Helicina Rafinesque, 1815 è un sottordine di molluschi gasteropodi polmonati dell'ordine Stylommatophora.

## Tassonomia
La classificazione dei gasteropodi di Bouchet e Rocroi del 2005 includeva le famiglie di questo raggruppamento nel "gruppo informale" Sigmurethra, rivelatosi polifiletico. 
Nella successiva revisione fatta dagli stessi Autori del 2017, fatta propria dal World Register of Marine Species (2020), viene riconosciuto al raggruppamento Helicina il rango di sottordine dell'ordine Stylommatophora, includendovi i seguenti infraordini e superfamiglie:
- Infraordine Arionoidei
  - Superfamiglia Arionoidea Gray, 1840

- Infraordine Clausilioidei
  - Superfamiglia Clausilioidea Gray, 1855

- Infraordine Helicoidei
  - Superfamiglia Helicoidea Rafinesque, 1815
  - Superfamiglia Sagdoidea Pilsbry, 1895

- Infraordine Limacoidei
  - Superfamiglia Gastrodontoidea Tryon, 1866
  - Superfamiglia Helicarionoidea Bourguignat, 1877
  - Superfamiglia Limacoidea Lamarck, 1801
  - Superfamiglia Parmacelloidea P. Fischer, 1856 (1855)
  - Superfamiglia Trochomorphoidea Möllendorff, 1890
  - Superfamiglia Zonitoidea Mörch, 1864

- Infraordine Oleacinoidei
  - Superfamiglia Haplotrematoidea H. B. Baker, 1925
  - Superfamiglia Oleacinoidea H. Adams & A. Adams, 1855

- Infraordine Orthalicoidei
  - Superfamiglia Orthalicoidea Martens, 1860

- Infraordine Pupilloidei
  - Superfamiglia Pupilloidea W. Turton, 1831

- Infraordine Rhytidoidei
  - Superfamiglia Rhytidoidea Pilsbry, 1893

- Infraordine Succineoidei
  - Superfamiglia Athoracophoroidea P. Fischer, 1883 (1860)
  - Superfamiglia Succineoidea Beck, 1837

- Helicina incertae sedis
  - Superfamiglia Coelociontoidea Iredale, 1937
  - Superfamiglia Papillodermatoidea Wiktor, R. Martin & Castillejo, 1990
  - Superfamiglia Plectopyloidea Möllendorff, 1898
  - Superfamiglia Punctoidea Morse, 1864
  - Superfamiglia Testacelloidea Gray, 1840
  - Superfamiglia Urocoptoidea Pilsbry, 1898 (1868)

### Alcune specie

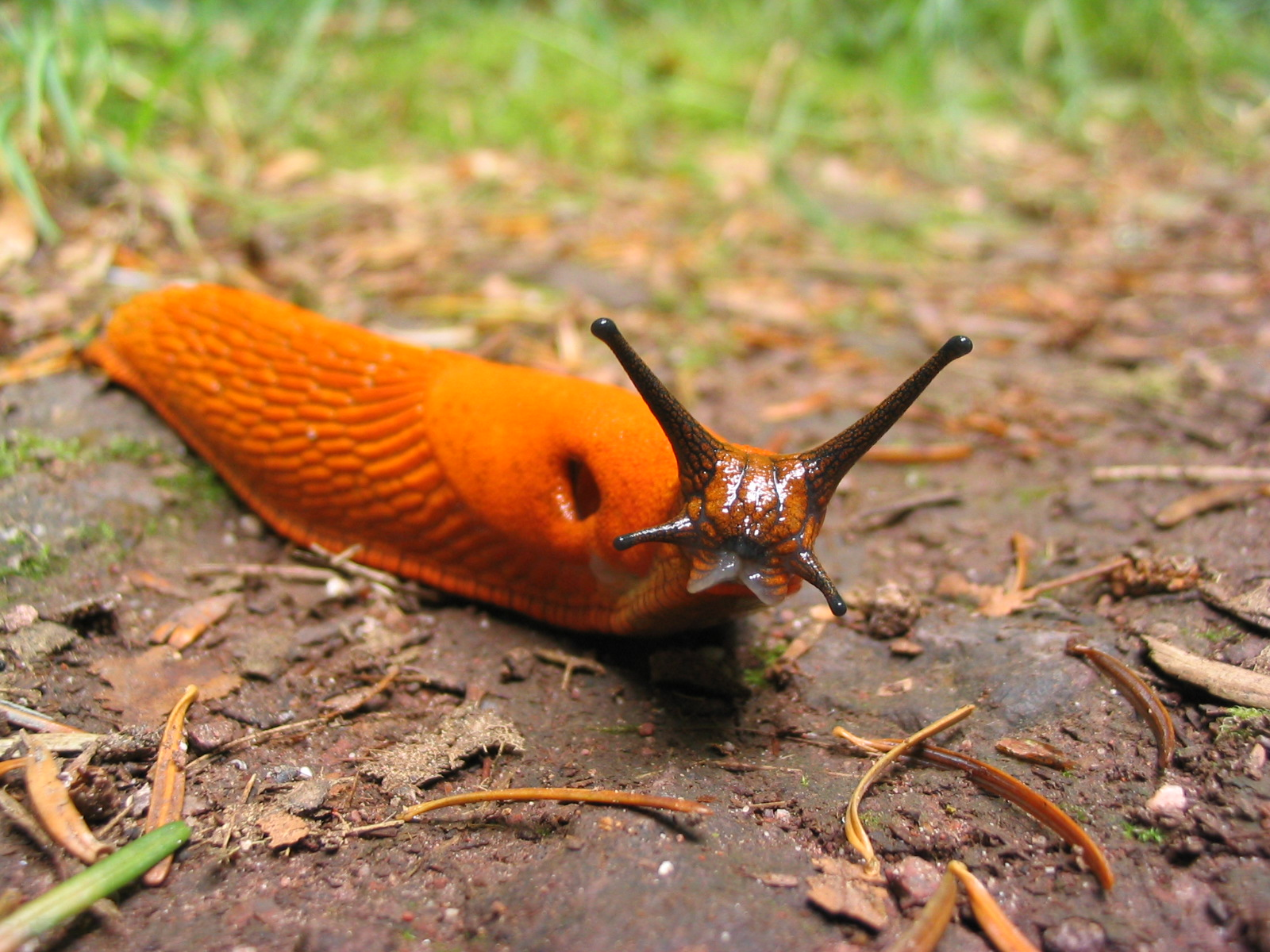
Arion rufus (Arionoidei)
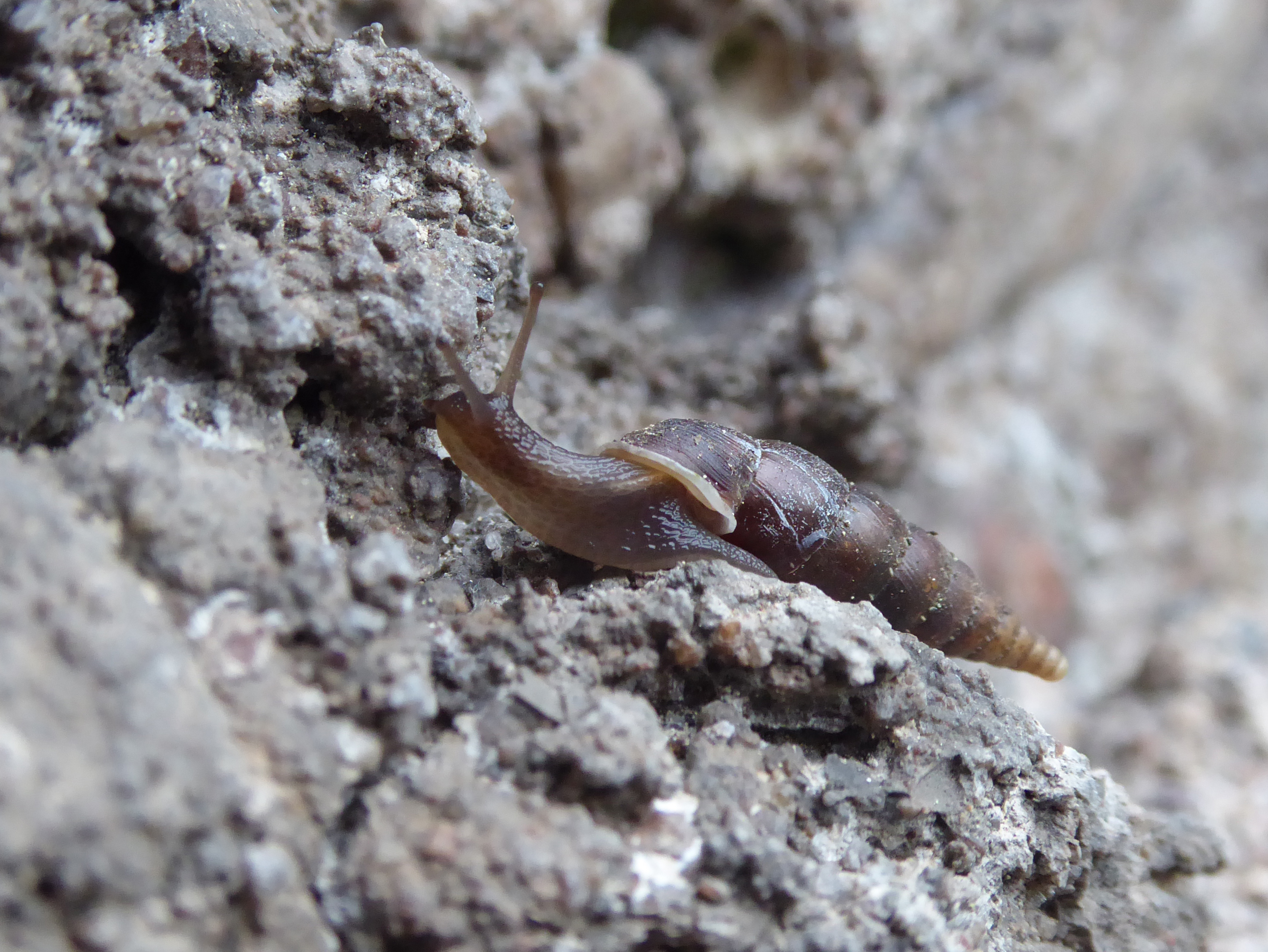
Charpentieria itala (Clausilioidei)
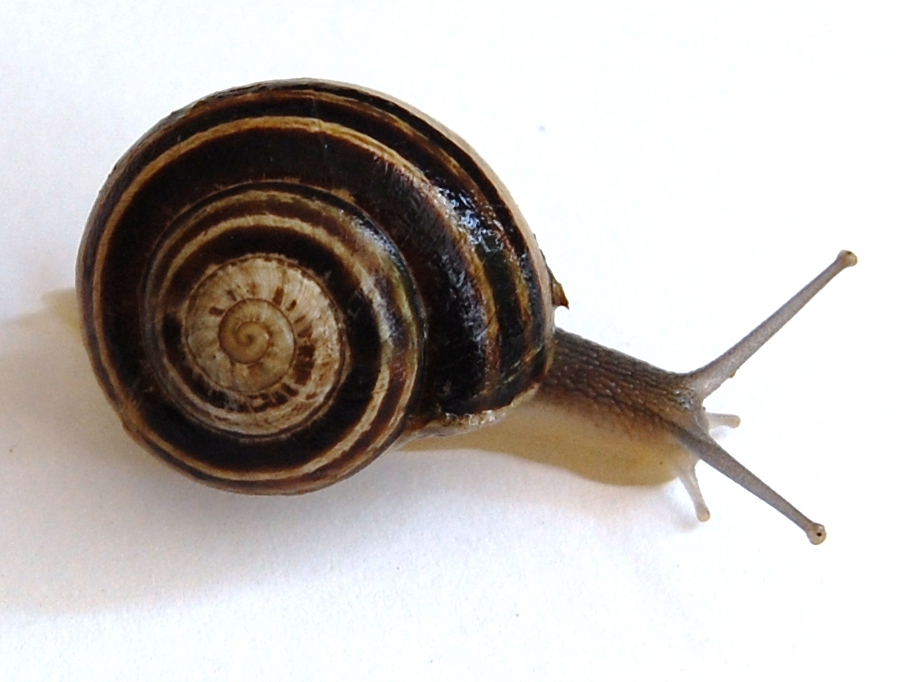
Eobania vermiculata (Helicoidei)
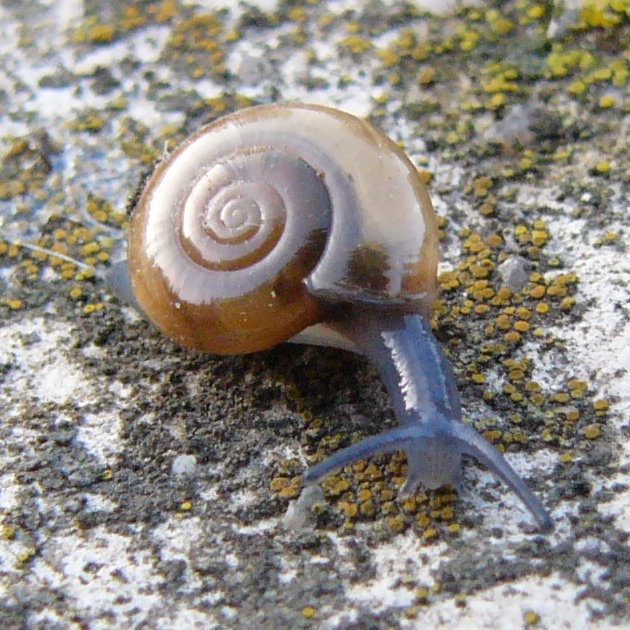
Oxychilus draparnaudi (Limacoidei)
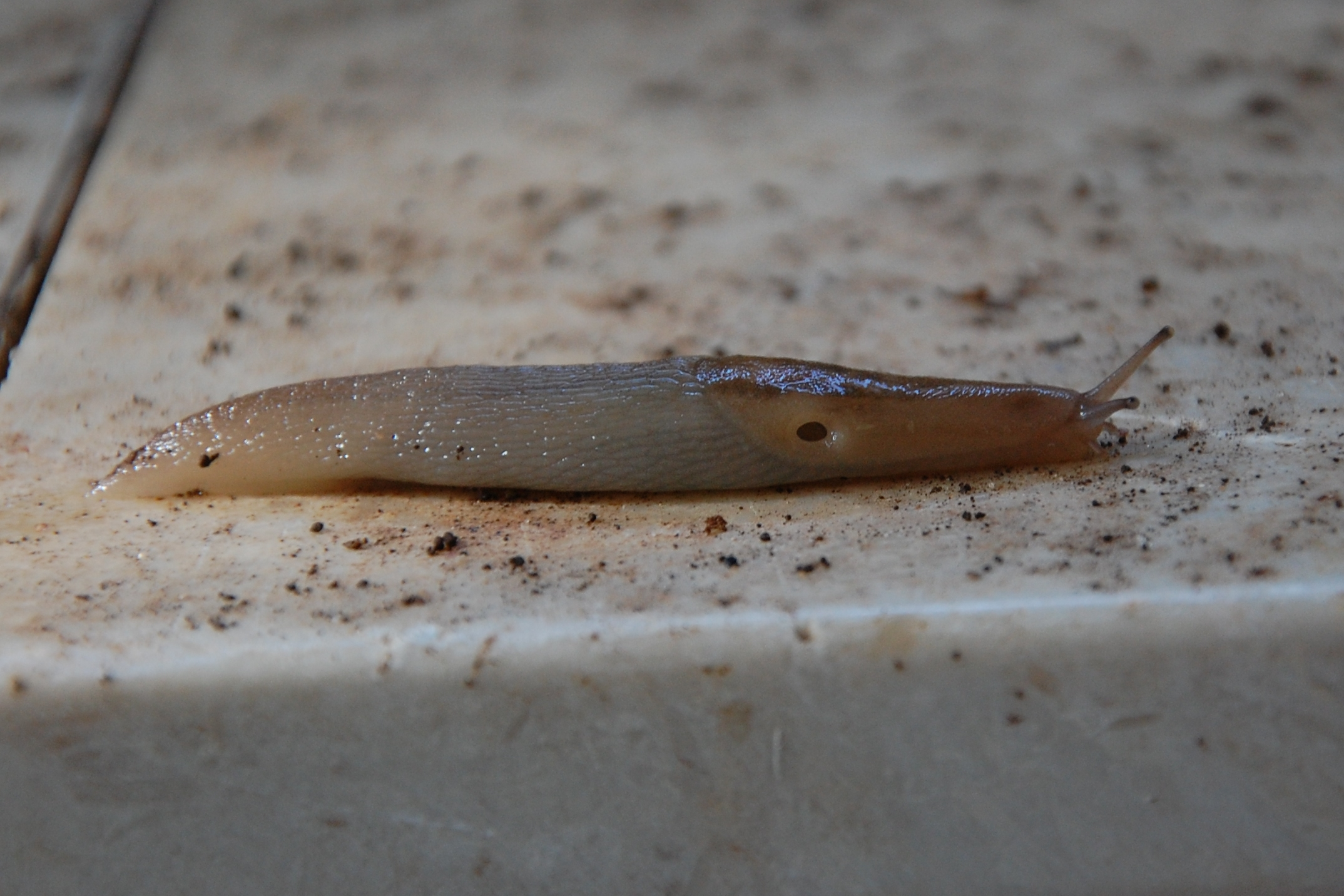
Lehmannia melitensis (Limacoidei)
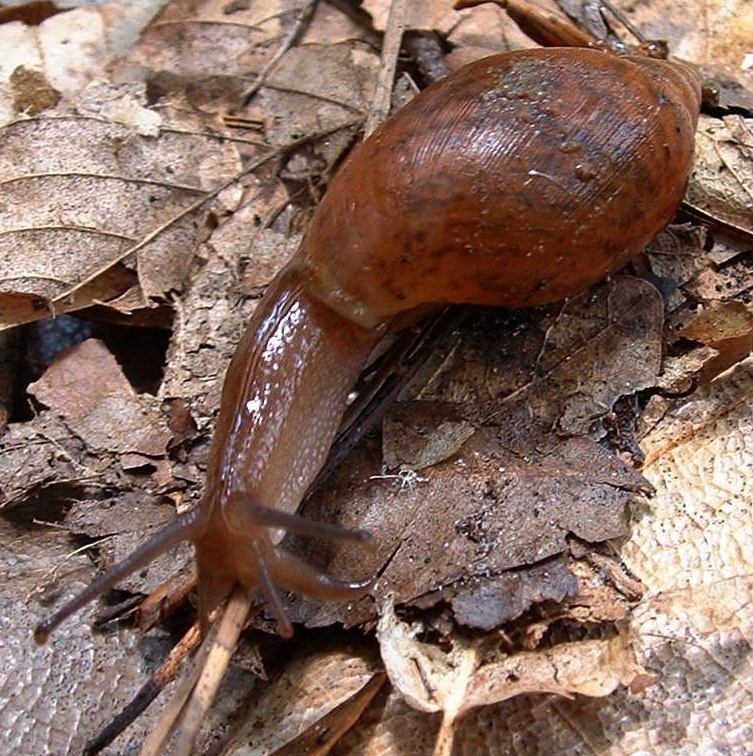
Euglandina rosea (Oleacinoidei)
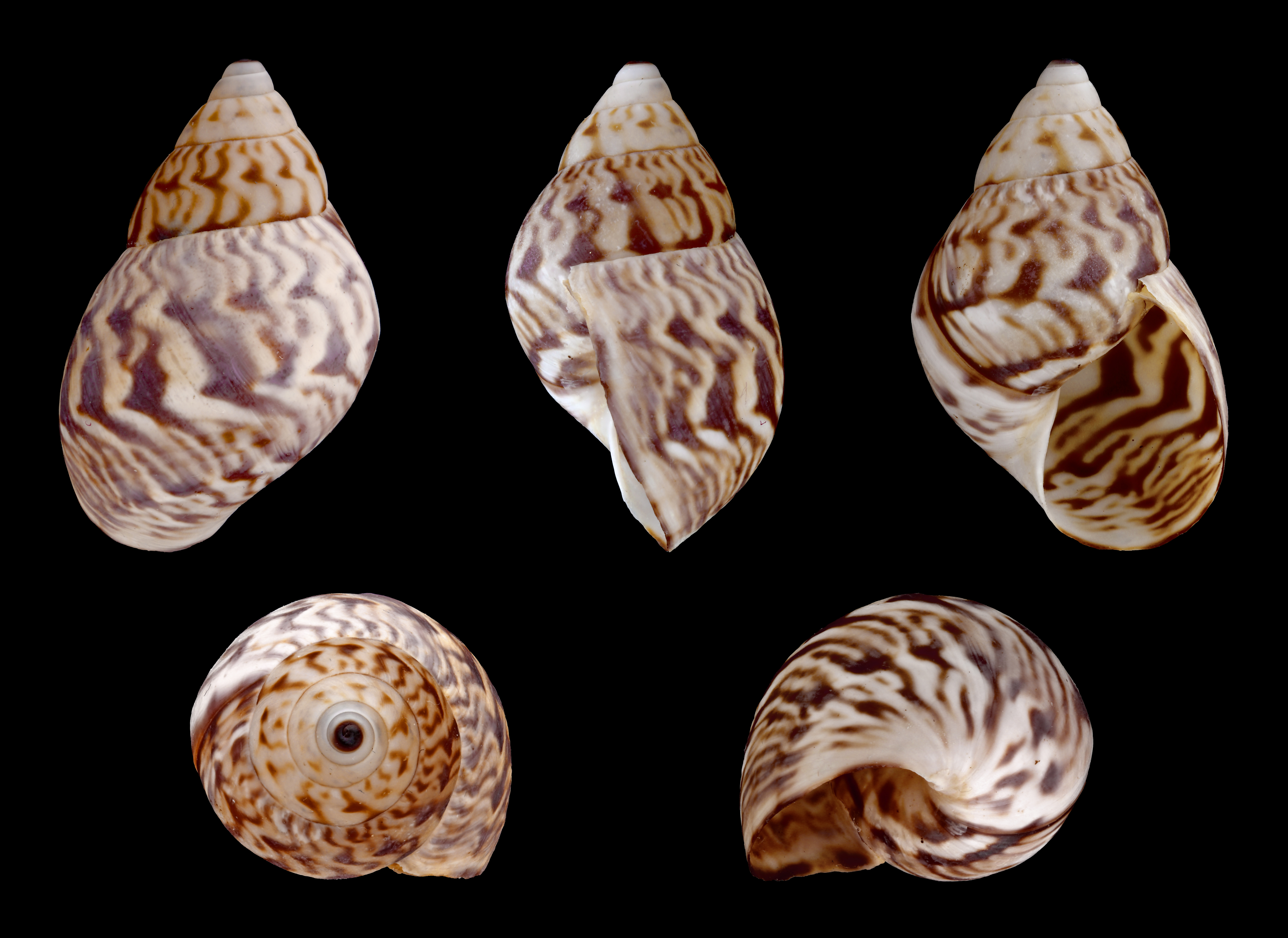
Orthalicus pulchellus (Orthalicoidei)
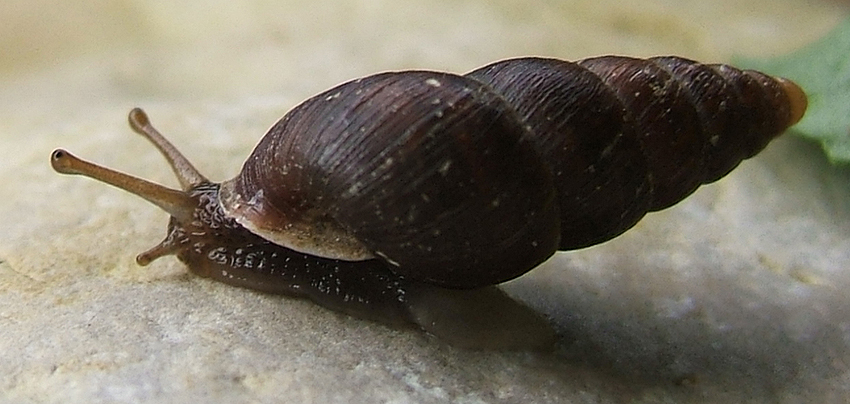
Ena montana (Pupilloidei)
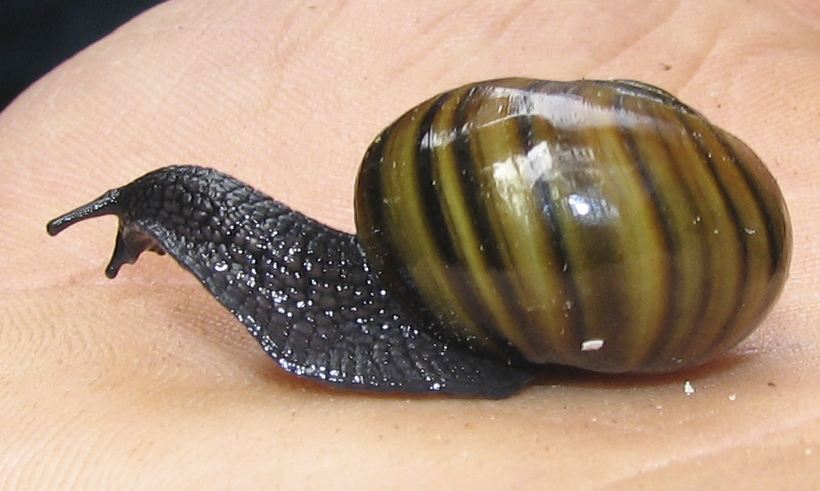
Powelliphanta augusta (Rhytidoidei)
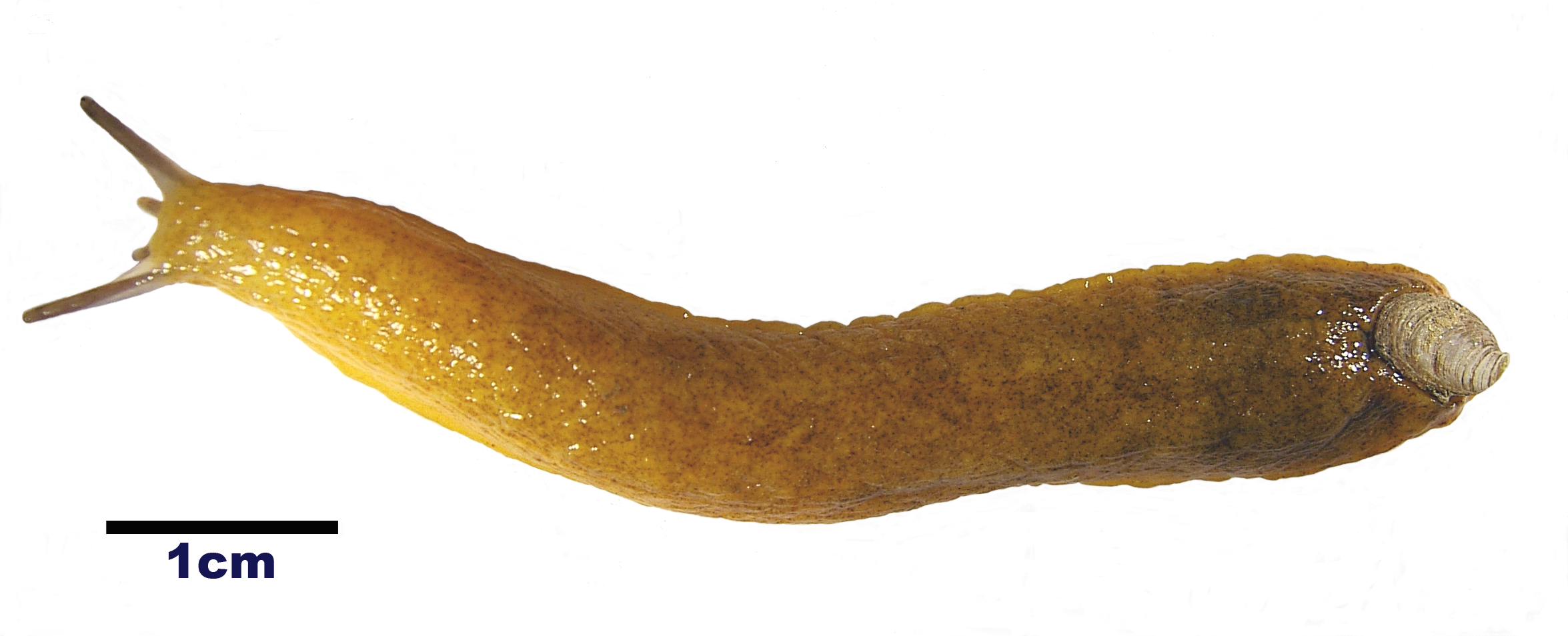
Testacella scutulum (Helicina incertae sedis)